# Майон (вулкан)
Майо́н (центр. бик. Bulkan Mayon, филипп. Bulkang Mayon) — вулкан на Филиппинах высотой 2462 метра. Он расположен в регионе Биколь на юго-востоке главного острова Лусон недалеко от города Легаспи. Майон находится на границе континентальной Евразийской и Филиппинской плиты, в тектонически крайне активной местности. Из всех вулканов этого острова Майон является наиболее активным. Имеет почти совершенную конусообразную форму, основание имеет длину 130 км. Сложен в основном андезитовыми лавами. Вулкан находится на территории национального парка «Вулкан Майон»; развит туризм.
За последние 400 лет он извергался свыше 50 раз. Самое катастрофическое извержение произошло 1 февраля 1814 года, в результате него поток лавы полностью уничтожил город Кагзава; погибло свыше 1200 человек. Извержение в 1993 году унесло жизни 79 человек. С 19 июля 2006 года вулкан вновь начал дымиться, лава вытекала в так называемом «тихом извержении». В декабре 2009 года извержение перешло в активную фазу, что заставило производить эвакуацию десятков тысяч живущих рядом людей. В результате извержения 7 мая 2013 года погибли 4 немецких альпиниста и сопровождавший их гид. Сообщается, что туристы погибли в результате разброса огромных кусков горной породы.
В начале 2018 года началось новое извержение вулкана, при этом фонтаны его лавы достигали высоты 700 м.